# Bicrisia gibraltarensis
Bicrisia gibraltarensis är en mossdjursart som beskrevs av Harmelin 1990. Bicrisia gibraltarensis ingår i släktet Bicrisia och familjen Crisiidae. Inga underarter finns listade i Catalogue of Life.